# 帕劳政党列表
帛琉目前不存在正式政党，因此帕劳是一个实际上的无党制民主国家，因为该国存在阻止政党的成立的法律。

## 历史
帕劳民族主义党（Palau Nationalist Party）是为1996年的帕劳选举而成立的，目的是作为帮助选举的工具而不是宣传民族主义意识形态运动。据信该党目前已不复存在。
唯一帕劳党（Ta Belau Party）成立于1987年。其成立目的是支持拉扎鲁斯·萨利 (Lazarus Salii)担任总统，它随着 1988 年在任期间总统自杀而变得不活跃。